# Chiesa di San Giuseppe (Pergine Valsugana)
La chiesa di San Giuseppe è la parrocchiale nella frazione di Nogaré a Pergine Valsugana. Risale al XVIII secolo.

## Storia
Sul portale della sacrestia, un tempo portale principale sulla facciata della chiesa, è riportata la data 1700. Questa corrisponde all'anno della sua costruzione.
Durante il XVIII secolo ebbe la concessione del fonte battesimale (nel 1767) e della custodia eucaristica (nel 1782). In questo secondo momento venne elevata a dignità curiaziale.
Poco dopo la metà del XIX secolo l'edificio venne riedificato. I lavori iniziarono nel 1854 e si conclusero nel 1855.
Venne consacrata da Eugenio Carlo Valussi, vescovo di Trento, nel 1897.
Nel XX secolo ottenne la dignità di parrocchia (nel 1920) e le sue volte vennero decorate (nel 1932).
Negli anni novanta venne realizzato l'adeguamento liturgico con la ricollocazione delle balaustre del presbiterio e la sistemazione del nuovo altare.